# Sarsonne
Die Sarsonne ist ein Fluss in Frankreich, der in der Region Nouvelle-Aquitaine verläuft. Sie entspringt im Gemeindegebiet von Saint-Martial-le-Vieux, im Regionalen Naturpark Millevaches en Limousin, entwässert generell in südlicher Richtung und mündet nach rund 27 Kilometern im Gemeindegebiet von Saint-Exupéry-les-Roches als linker Nebenfluss in die Diège. In ihrem Unterlauf durchquert sie die Stadt Ussel und unterquert südöstlich davon die Autobahn A89. Auf ihrem Weg berührt die Sarsonne die Départements Creuse und Corrèze.

## Orte am Fluss
- Sarsoux, Gemeinde Saint-Martial-le-Vieux
- Couffy-sur-Sarsonne
- Courteix
- Ussel